# Seleção Britânica de Rugby League
A Seleção Britânica de Rugby League é a equipe que representa o Reino Unido e Irlanda no rugby league mundial.

## História
A seleção foi utilizada para representar as nações do Reino Unido na maioria das Copas do Mundo de Rugby League, vencendo a competição três vezes, sendo a segunda maior vencedora. A última vez, na Copa de 1972, que teve públicos pequenos. Com isso, os organizadores inovaram para a edição seguinte, substituindo a campeã pelas seleções de Inglaterra e País de Gales para competirem com as três outras participantes de sempre até então: Austrália, França e Nova Zelândia. A mudança também não fez sucesso e a seleção britânica foi reintroduzida na Copa seguinte.
A Grã-Bretanha jogou sua última Copa na edição de 1989-92, em que perdeu o título por quatro pontos. A Copa de 1995, a seguinte, marcou o centenário do rugby league e os organizadores pretenderam celebrar expandindo o torneio, até então só com cinco seleções (a outra era a da Papua-Nova Guiné, incluída na década de 1980). As quatro nações britânicas tornaram a ser representadas por seleções separadas: Inglaterra e Gales voltaram a participar a partir daquela Copa, e Escócia e Irlanda estrearam na Copa seguinte, em 2000.
A seleção da Grã-Bretanha foi a primeira a usar em Copas do Mundo ex-participantes da Copa do Mundo de Rugby Union: na edição de 1989-92, a última que disputou, utilizou o escocês Alan Tait e os galeses Jonathan Davies, John Devereux e Paul Moriarty, que haviam jogado a Copa do Mundo de Rugby Union de 1987, a primeira deste esporte. Contudo, ela costumava ser basicamente formada por ingleses.

## Títulos
- Copa do Mundo de Rugby League (3): 1954, 1960 e 1972